# Liga Femenina 2025
La Liga Femenina 2025, es la vigésimo sexta edición del torneo de la Primera División.
La novedades que presentará este torneo, son las inclusiones de 3 equipos ascendidos de la Primera B, que son Santiago Wanderers, Huachipato, y Deportes Recoleta.
Por lo que la categoría contará con 14 equipos, uno más de que temporada anterior.

## Formato
Los 14 equipos juegan 26 partidos cada uno a lo largo de 26 fechas, en dos ruedas de 13 fechas, bajo el sistema de todos contra todos. 
Los 8 equipos que ocupen las primeras posiciones clasificarán a la fase final por el título, donde jugarán en el formato de llaves a eliminación a partidos de ida y vuelta, la final se jugará en una sede neutral, donde el ganador se consagrará campeón de la categoría. 
Los dos equipos finalistas del torneo, conseguirán un cupo a la Copa Libertadores femenina 2026
En la zona baja de la tabla, los 2 últimos equipos ubicados, serán los que pierdan la categoría de forma directa.

## Relevos
| Pos | a Primera División |
| --- | ------------------ |
| 1   | Huachipato         |
| 2   | Santiago Wanderers |
| 3.° | Deportes Recoleta  |

| Pos  | a Primera B          |
| ---- | -------------------- |
| 12.° | Cobresal             |
| 13.° | Deportes Antofagasta |

| Pos | a Primera División |
| --- | ------------------ |
| 1   | Huachipato         |
| 2   | Santiago Wanderers |
| 3.° | Deportes Recoleta  |

| Pos  | a Primera B          |
| ---- | -------------------- |
| 12.° | Cobresal             |
| 13.° | Deportes Antofagasta |

## Localización
|  |

| Equipo                    | Región        | Ciudad        |
| ------------------------- | ------------- | ------------- |
| Deportes Iquique          | Tarapacá      | Iquique       |
| Coquimbo Unido            | Coquimbo      | Coquimbo      |
| Everton                   | Valparaíso    | Viña del Mar  |
| Santiago Wanderers        | Valparaíso    | Valparaiso    |
| Audax Italiano            | Metropolitana | La Florida    |
| Colo-Colo                 | Metropolitana | Macul         |
| Deportes Recoleta         | Metropolitana | Recoleta      |
| Palestino                 | Metropolitana | La Cisterna   |
| Santiago Morning          | Metropolitana | La Pintana    |
| Unión Española            | Metropolitana | Independencia |
| Universidad Católica      | Metropolitana | Las Condes    |
| Universidad de Chile      | Metropolitana | Ñuñoa         |
| Huachipato                | Biobío        | Talcahuano    |
| Universidad de Concepción | Biobío        | Concepción    |

|
| Audax Italiano Universidad de Chile Colo-Colo Universidad Católica Unión Española Deportes Recoleta Santiago Morning Palestino \| \| |
| |

## Información
| Equipo                    | Entrenador          | Estadio                                 | Proveedor | Auspiciador       |
| ------------------------- | ------------------- | --------------------------------------- | --------- | ----------------- |
| Audax Italiano            | Raúl Aburto         | Complejo Deportivo Ciudad de Campeones  | Macron    | Bandera de Chile  |
| Colo-Colo                 | Tatiele Silveira    | Monumental                              | Adidas    | Philips           |
| Coquimbo Unido            | Ignacio González    | Complejo Deportivo Las Rosas            | Capelli   | Rojabet           |
| Deportes Iquique          | Claudio Quintiliani | Complejo Deportivo Césare Rossi         | Rete      | Collahuasi        |
| Deportes Recoleta         | Dany Falla          | Leonel Sánchez                          | Training  | Bandera de Chile  |
| Everton                   | Pablo Guerra        | Sausalito                               | Charly    | TerraWind         |
| Huachipato                | Nilson Concha       | El Morro                                | Marathon  | Novibet           |
| Palestino                 | Rodrigo Figueroa    | Municipal de La Cisterna                | Capelli   | Bank of Palestine |
| Santiago Morning          | Álex Castro         | Municipal de La Pintana                 | KS7       | Latamwin          |
| Santiago Wanderers        | Mario Vera          | Complejo Deportivo Mantagua             | Macron    | Bandera de España |
| Unión Española            | Andrés Aguayo       | Santa Laura Universidad-SEK             | Kappa     | USEK              |
| Universidad Católica      | Milenko Valenzuela  | Complejo de Fútbol Raimundo Tupper Lyon | Puma      | BICE              |
| Universidad de Chile      | Cristóbal Jiménez   | Santiago Bueras                         | Adidas    | Jugabet           |
| Universidad de Concepción | Marco Olea          | Ciudad Universitaria                    | Capelli   | Kino              |

## Clasificación
| Pos. | Equipo                    | Pts. | PJ | G  | E | P  | GF  | GC | Dif. |  |
| ---- | ------------------------- | ---- | -- | -- | - | -- | --- | -- | ---- |  |
| 1    | Colo-Colo (X)             | 63   | 21 | 21 | 0 | 0  | 114 | 5  | +109 |  |
| 2    | Universidad de Chile (X)  | 50   | 21 | 16 | 2 | 3  | 64  | 19 | +45  |  |
| 3    | Unión Española (X)        | 41   | 21 | 12 | 5 | 4  | 33  | 19 | +14  |  |
| 4    | Coquimbo Unido (X)        | 40   | 21 | 12 | 4 | 5  | 46  | 23 | +23  |  |
| 5    | Universidad Católica      | 38   | 20 | 12 | 2 | 6  | 53  | 20 | +33  |  |
| 6    | Deportes Iquique          | 38   | 21 | 11 | 5 | 5  | 37  | 20 | +17  |  |
| 7    | Huachipato                | 30   | 21 | 9  | 3 | 9  | 26  | 39 | −13  |  |
| 8    | Palestino                 | 26   | 21 | 7  | 5 | 9  | 34  | 37 | −3   |  |
| 9    | Santiago Morning          | 21   | 20 | 7  | 3 | 10 | 23  | 41 | −18  |  |
| 10   | Santiago Wanderers        | 19   | 21 | 6  | 7 | 8  | 33  | 41 | −8   |  |
| 11   | Everton                   | 13   | 21 | 3  | 4 | 14 | 15  | 49 | −34  |  |
| 12   | Deportes Recoleta         | 12   | 21 | 3  | 3 | 15 | 10  | 68 | −58  |  |
| 13   | Universidad de Concepción | 9    | 21 | 1  | 6 | 14 | 15  | 50 | −35  |  |
| 14   | Audax Italiano            | 3    | 21 | 0  | 3 | 18 | 15  | 87 | −72  |  |

Actualizado a los partidos jugados el 17 de agosto de 2025.
 Fuente: campeonato chileno
     Acceden a Play-Off
     Descienden a la Primera B Femenina
| Sanciones |
| --------- |

- Santiago Morning fue sancionado con 3 puntos menos debido a temas administrativos. [5]
- Santiago Wanderers fue sancionado con 6 puntos menos por no contar con estadio disponible en la final del torneo de Primera B 2024.  [5]

## Evolución
| Equipo / Fecha            | 01   | 02   | 03   | 04   | 05   | 06   | 07   | 08   | 09   | 10   | 11   | 12   | 13   | 14   | 15   | 16   | 17   | 18   | 19   | 20   | 21   | 22   | 23  | 24  | 25  | 26 |
| ------------------------- | ---- | ---- | ---- | ---- | ---- | ---- | ---- | ---- | ---- | ---- | ---- | ---- | ---- | ---- | ---- | ---- | ---- | ---- | ---- | ---- | ---- | ---- | --- | --- | --- | -- |
| Colo-Colo                 | 1.°  | 1.°  | 1.°  | 1.°  | 1.°  | 3.°  | 2.°  | 1.°  | 1.°  | 1.°  | 1.°  | 1.°  | 1.°  | 1.°  | 1.°  | 1.°  | 1.°  | 1.°  | 1.°  | 1.°  | 1.°  | 1.°  | 1.° | 1.° | 1.° | .° |
| Universidad de Chile      | 4.°  | 2.°  | 2.°  | 3.°  | 3.°  | 1.°  | 4.°  | 3.°  | 2.°  | 2.°  | 2.°  | 2.°  | 2.°  | 2.°  | 2.°  | 2.°  | 2.°  | 2.°  | 2.°  | 2.°  | 2.°  | 2.°  | 2.° | .°  | .°  | .° |
| Unión Española            | 5.°  | 3.°  | 4.°  | 4.°  | 4.°  | 2.°  | 1.°  | 4.°  | 4.°  | 5.°  | 5.°  | 3.°  | 3.°  | 3.°  | 5.°  | 5.°  | 5.°  | 4.°  | 3.°  | 3.°  |      | .°   | .°  | .°  | .°  | .° |
| Deportes Iquique          | 10.° | 7.°  | 6.°  | 5.°  | 6.°  | 6.°  | 5.°  | 5.°  | 6.°  | 6.°  | 3.°  | 6.°  | 4.°  | 4.°  | 4.°  | 4.°  | 4.°  | 3.°  | 6.°  | 4.°  | .°   | .°   | .°  | .°  | .°  | .° |
| Coquimbo Unido            | 3.°  | 5.°  | 3.°  | 2.°  | 2.°  | 4.°  | 3.°  | 2.°  | 3.°  | 3.°  | 4.°  | 5.°  | 6.°  | 5.°  | 3.°  | 3.°  | 3.°  | 5.°  | 4.°  | 5.°  | .°   | .°   | .°  | .°  | .°  | .° |
| Universidad Católica      | 2.°  | 4.°  | 5.°  | 6.°  | 5.°  | 5.°  | 6.°  | 6.°  | 5.°  | 4.°  | 6.°  | 4.°  | 5.°  | 6.°  | 6.°  | 6.°  | 6.°  | 6.°  | 5.°  | 6.°  | .°   | .°   | .°  | .°  | .°  | .° |
| Huachipato                | 12.° | 12.° | 8.°  | 7.°  | 8.°  | 8.°  | 7.°  | 7.°  | 7.°  | 7.°  | 7.°  | 7.°  | 8.°  | 7.°  | 8.°  | 8.°  | 8.°  | 7.°  | 7.°  | 7.°  | 7.°  | .°   | .°  | .°  | .°  | .° |
| Palestino                 | 11.° | 6.°  | 7.°  | 9.°  | 7.°  | 7.°  | 8.°  | 8.°  | 8.°  | 8.°  | 8.°  | 8.°  | 7.°  | 8.°  | 7.°  | 7.°  | 7.°  | 8.°  | 8.°  | 8.°  | 8.°  | .°   | .°  | .°  | .°  | .° |
| Santiago Morning          | 13.° | 13.° | 13.° | 10.° | 10.° | 11.° | 11.° | 11.° | 12.° | 13.° | 13.° | 10.° | 11.° | 12.° | 12.° | 10.° | 10.° | 9.°  | 9.°  | 9.°  | 9.°  | .°   | .°  | .°  | .°  | .° |
| Santiago Wanderers        | 14.° | 14.° | 14.° | 14.° | 14.° | 14.° | 14.° | 14.° | 11.° | 10.° | 9.°  | 9.°  | 9.°  | 9.°  | 9.°  | 9.°  | 9.°  | 10.° | 10.° | 10.° | 10.° | .°   | .°  | .°  | .°  | .° |
| Everton                   | 9.°  | 10.° | 11.° | 13.° | 13.° | 13.° | 13.° | 13.° | 14.° | 12.° | 12.° | 13.° | 10.° | 10.° | 10.° | 11.° | 11.° | 11.° | 11.° | 11.° | 11.° | .°   | .°  | .°  | .°  | .° |
| Deportes Recoleta         | 7.°  | 9.°  | 10.° | 11.° | 12.° | 10.° | 9.°  | 9.°  | 9.°  | 9.°  | 10.° | 11.° | 13.° | 13.° | 11.° | 12.° | 12.° | 12.° | 12.° | 12.° | 12.° | .°   | .°  | .°  | .°  | .° |
| Universidad de Concepción | 8.°  | 8.°  | 9.°  | 8.°  | 9.°  | 9.°  | 10.° | 10.° | 10.° | 11.° | 11.° | 12.° | 12.° | 11.° | 13.° | 13.° | 13.° | 13.° | 13.° | 13.° | 13.° | .°   | .°  | .°  | .°  | .° |
| Audax Italiano            | 6.°  | 11.° | 12.° | 12.° | 11.° | 12.° | 12.° | 12.° | 13.° | 14.° | 14.° | 14.° | 14.° | 14.° | 14.° | 14.° | 14.° | 14.° | 14.° | 14.° | 14.° | 14.° | .°  | .°  | .°  | .° |

## Resultados
- Los horarios corresponden al huso horario de Chile: UTC-4 en horario estándar y UTC-3 en horario de verano.

### Primera rueda
| Fecha 1                   | Fecha 1   | Fecha 1              | Fecha 1                   | Fecha 1    | Fecha 1 |
| Local                     | Resultado | Visita               | Estadio                   | Fecha      | Hora    |
| ------------------------- | --------- | -------------------- | ------------------------- | ---------- | ------- |
| Deportes Recoleta         | 2 - 2     | Audax Italiano       | La Pintana - Cancha 2     | 8 de marzo | 10:00   |
| Huachipato                | 0 - 6     | Colo-Colo            | Huachipato                | 8 de marzo | 11:00   |
| Santiago Morning          | 1 - 2     | Coquimbo Unido       | Complejo Santiago Morning | 8 de marzo | 17:30   |
| Palestino                 | 2 - 4     | Universidad Católica | La Cisterna               | 8 de marzo | 18:00   |
| Universidad de Chile      | 2 - 1     | Deportes Iquique     | La Florida                | 9 de marzo | 11:00   |
| Universidad de Concepción | 0 - 0     | Everton              | Universitario             | 9 de marzo | 11:00   |
| Santiago Wanderers        | 0 - 1     | Unión Española       | Ramiro Opazo              | 9 de marzo | 16:00   |

| Fecha 2              | Fecha 2   | Fecha 2                   | Fecha 2                | Fecha 2     | Fecha 2 |
| Local                | Resultado | Visita                    | Estadio                | Fecha       | Hora    |
| -------------------- | --------- | ------------------------- | ---------------------- | ----------- | ------- |
| Coquimbo Unido       | 3 - 1     | Universidad de Concepción | Las Rosas              | 15 de marzo | 16:00   |
| Unión Española       | 4 - 0     | Deportes Recoleta         | Santa Laura - Cancha 2 | 15 de marzo | 17:00   |
| Universidad Católica | 3 - 1     | Santiago Wanderers        | Raimundo Tupper        | 15 de marzo | 17:30   |
| Deportes Iquique     | 1 - 0     | Huachipato                | Cesare Rossi           | 16 de marzo | 11:00   |
| Everton              | 0 - 4     | Palestino                 | Sausalito              | 16 de marzo | 12:00   |
| Colo-Colo            | 9 - 0     | Santiago Morning          | La Pintana             | 16 de marzo | 17:00   |
| Audax Italiano       | 0 - 8     | Universidad de Chile      | La Florida             | 16 de marzo | 19:00   |

| Fecha 3              | Fecha 3   | Fecha 3                   | Fecha 3                   | Fecha 3     | Fecha 3 |
| Local                | Resultado | Visita                    | Estadio                   | Fecha       | Hora    |
| -------------------- | --------- | ------------------------- | ------------------------- | ----------- | ------- |
| Deportes Recoleta    | 0 - 6     | Coquimbo Unido            | La Pintana - Cancha 2     | 19 de marzo | 11:00   |
| Huachipato           | 2 - 0     | Santiago Wanderers        | El Morro                  | 19 de marzo | 11:00   |
| Deportes Iquique     | 3 - 2     | Universidad Católica      | Tierra de Campeones       | 19 de marzo | 11:00   |
| Audax Italiano       | 2 - 5     | Unión Española            | La Florida                | 19 de marzo | 11:00   |
| Everton              | 0 - 6     | Colo-Colo                 | Sausalito                 | 19 de marzo | 17:00   |
| Universidad de Chile | 4 - 1     | Palestino                 | Santiago Bueras           | 19 de marzo | 17:00   |
| Santiago Morning     | 2 - 1     | Universidad de Concepción | Complejo Santiago Morning | 19 de marzo | 17:00   |

| Fecha 4                   | Fecha 4   | Fecha 4              | Fecha 4                   | Fecha 4     | Fecha 4 |
| Local                     | Resultado | Visita               | Estadio                   | Fecha       | Hora    |
| ------------------------- | --------- | -------------------- | ------------------------- | ----------- | ------- |
| Coquimbo Unido            | 3 - 0     | Everton              | Las Rosas                 | 23 de marzo | 11:00   |
| Universidad de Concepción | 1 - 0     | Audax Italiano       | Universitario             | 23 de marzo | 11:00   |
| Santiago Wanderers        | 2 - 2     | Deportes Iquique     | Atlético Municipal        | 23 de marzo | 12:00   |
| Colo-Colo                 | 2 - 0     | Universidad Católica | La Pintana - Cancha 2     | 23 de marzo | 16:00   |
| Palestino                 | 0 - 2     | Huachipato           | La Cisterna - Cancha 2    | 23 de marzo | 16:30   |
| Santiago Morning          | 2 - 1     | Deportes Recoleta    | Complejo Santiago Morning | 23 de marzo | 17:00   |
| Unión Española            | 1 - 1     | Universidad de Chile | Santa Laura - Cancha 2    | 23 de marzo | 17:00   |

| Fecha 5              | Fecha 5   | Fecha 5                   | Fecha 5               | Fecha 5     | Fecha 5 |
| Local                | Resultado | Visita                    | Estadio               | Fecha       | Hora    |
| -------------------- | --------- | ------------------------- | --------------------- | ----------- | ------- |
| Universidad de Chile | 4 - 1     | Everton                   | Santiago Bueras       | 28 de marzo | 16:00   |
| Deportes Recoleta    | 0 - 5     | Palestino                 | La Pintana - Cancha 2 | 29 de marzo | 11:00   |
| Huachipato           | 0 - 1     | Unión Española            | El Morro              | 30 de marzo | 10:00   |
| Audax Italiano       | 1 - 4     | Coquimbo Unido            | Ciudad de Campeones   | 30 de marzo | 11:00   |
| Deportes Iquique     | 0 - 2     | Colo-Colo                 | Tierra de Campeones   | 30 de marzo | 11:00   |
| Universidad Católica | 2 - 1     | Universidad de Concepción | Raimundo Tupper       | 30 de marzo | 11:00   |
| Santiago Wanderers   | 3 - 2     | Santiago Morning          | Atlético Municipal    | 30 de marzo | 12:00   |

| Fecha 6                   | Fecha 6   | Fecha 6              | Fecha 6                   | Fecha 6     | Fecha 6 |
| Local                     | Resultado | Visita               | Estadio                   | Fecha       | Hora    |
| ------------------------- | --------- | -------------------- | ------------------------- | ----------- | ------- |
| Everton                   | 0 - 3     | Deportes Iquique     | Ramiro Opazo              | 12 de abril | 11:30   |
| Huachipato                | 2 - 5     | Universidad Católica | Huachipato                | 12 de abril | 15:00   |
| Santiago Morning          | 0 - 4     | Unión Española       | Complejo Santiago Morning | 12 de abril | 16:00   |
| Universidad de Concepción | 0 - 1     | Deportes Recoleta    | Universitario UDEC        | 13 de abril | 11:00   |
| Coquimbo Unido            | 0 - 3     | Universidad de Chile | Francisco Sánchez         | 13 de abril | 12:00   |
| Palestino                 | 1 - 1     | Santiago Wanderers   | La Cisterna - Cancha 2    | 13 de abril | 15:30   |
| Colo-Colo                 | 11 - 0    | Audax Italiano       | La Pintana                | 21 de mayo  | 12:00   |

| Fecha 7              | Fecha 7   | Fecha 7                   | Fecha 7                | Fecha 7     | Fecha 7 |
| Local                | Resultado | Visita                    | Estadio                | Fecha       | Hora    |
| -------------------- | --------- | ------------------------- | ---------------------- | ----------- | ------- |
| Santiago Wanderers   | 3 - 3     | Universidad de Concepción | Atlético Municipal     | 18 de abril | 14:00   |
| Deportes Iquique     | 4 - 2     | Santiago Morning          | Cesare Rossi           | 19 de abril | 11:00   |
| Unión Española       | 2 - 0     | Palestino                 | Santa Laura - Cancha 2 | 19 de abril | 11:00   |
| Deportes Recoleta    | 1 - 0     | Everton                   | La Pintana - Cancha 2  | 19 de abril | 11:00   |
| Universidad Católica | 1 - 2     | Coquimbo Unido            | Raimundo Tupper        | 19 de abril | 11:00   |
| Audax Italiano       | 2 - 3     | Huachipato                | Ciudad de Campeones    | 20 de abril | 11:00   |
| Universidad de Chile | 0 - 4     | Colo-Colo                 | La Florida             | 20 de abril | 12:00   |

| Fecha 8                   | Fecha 8   | Fecha 8              | Fecha 8                   | Fecha 8     | Fecha 8 |
| Local                     | Resultado | Visita               | Estadio                   | Fecha       | Hora    |
| ------------------------- | --------- | -------------------- | ------------------------- | ----------- | ------- |
| Deportes Recoleta         | 0 - 4     | Huachipato           | La Pintana - Cancha 2     | 23 de abril | 10:00   |
| Coquimbo Unido            | 1 - 0     | Unión Española       | Complejo Las Rosas        | 23 de abril | 11:00   |
| Palestino                 | 2 - 5     | Deportes Iquique     | La Cisterna - Cancha 2    | 23 de abril | 11:00   |
| Universidad de Concepción | 0 - 3     | Universidad de Chile | El Morro                  | 23 de abril | 12:00   |
| Everton                   | 1 - 1     | Audax Italiano       | Sausalito                 | 23 de abril | 15:00   |
| Colo-Colo                 | 4 - 0     | Santiago Wanderers   | Santiago Bueras           | 23 de abril | 16:00   |
| Santiago Morning          | 0 - 1     | Universidad Católica | Complejo Santiago Morning | 30 de abril | 15:00   |

| Fecha 9              | Fecha 9   | Fecha 9                   | Fecha 9                 | Fecha 9     | Fecha 9 |
| Local                | Resultado | Visita                    | Estadio                 | Fecha       | Hora    |
| -------------------- | --------- | ------------------------- | ----------------------- | ----------- | ------- |
| Universidad Católica | 3 - 0     | Audax Italiano            | Raimundo Tupper         | 27 de abril | 10:00   |
| Deportes Iquique     | 1 - 1     | Coquimbo Unido            | Cesare Rossi            | 27 de abril | 11:00   |
| Santiago Wanderers   | 3 - 0     | Everton                   | O'Higgins de Valparaíso | 27 de abril | 11:00   |
| Unión Española       | 1 - 1     | Universidad de Concepción | Santa Laura - Cancha 2  | 27 de abril | 11:00   |
| Universidad de Chile | 4 - 0     | Deportes Recoleta         | Santiago Bueras         | 27 de abril | 12:00   |
| Palestino            | 0 - 3     | Colo-Colo                 | La Cisterna             | 28 de abril | 12:00   |
| Huachipato           | 4 - 1     | Santiago Morning          | Huachipato              | 1 de junio  | 12:00   |

| Fecha 10                  | Fecha 10  | Fecha 10             | Fecha 10              | Fecha 10  | Fecha 10 |
| Local                     | Resultado | Visita               | Estadio               | Fecha     | Hora     |
| ------------------------- | --------- | -------------------- | --------------------- | --------- | -------- |
| Deportes Recoleta         | 0 - 7     | Universidad Católica | La Pintana - Cancha 2 | 3 de mayo | 10:00    |
| Universidad de Concepción | 0 - 2     | Deportes Iquique     | Universitario UDEC    | 3 de mayo | 11:00    |
| Coquimbo Unido            | 0 - 0     | Palestino            | Complejo Las Rosas    | 3 de mayo | 11:00    |
| Santiago Morning          | 2 - 2     | Universidad de Chile | La Pintana - Cancha 2 | 4 de mayo | 10:00    |
| Audax Italiano            | 0 - 2     | Santiago Wanderers   | Ciudad de Campeones   | 4 de mayo | 11:00    |
| Everton                   | 2 - 1     | Huachipato           | Sausalito             | 4 de mayo | 12:00    |
| Colo-Colo                 | 4 - 0     | Unión Española       | Monumental            | 4 de mayo | 16:00    |

| Fecha 11             | Fecha 11  | Fecha 11                  | Fecha 11                | Fecha 11   | Fecha 11 |
| Local                | Resultado | Visita                    | Estadio                 | Fecha      | Hora     |
| -------------------- | --------- | ------------------------- | ----------------------- | ---------- | -------- |
| Palestino            | 2 - 0     | Santiago Morning          | La Cisterna - Cancha 2  | 9 de mayo  | 11:00    |
| Deportes Iquique     | 5 - 0     | Audax Italiano            | Cesare Rossi            | 10 de mayo | 11:00    |
| Santiago Wanderers   | 3 - 0     | Deportes Recoleta         | O'Higgins de Valparaíso | 10 de mayo | 11:00    |
| Huachipato           | 1 - 0     | Coquimbo Unido            | Huachipato              | 10 de mayo | 12:00    |
| Unión Española       | 2 - 0     | Everton                   | Santa Laura - Cancha 2  | 10 de mayo | 15:30    |
| Colo-Colo            | 10 - 0    | Universidad de Concepción | Santiago Bueras         | 10 de mayo | 17:30    |
| Universidad Católica | 0 - 1     | Universidad de Chile      | La Florida              | 11 de mayo | 12:00    |

| Fecha 12                  | Fecha 12  | Fecha 12             | Fecha 12               | Fecha 12   | Fecha 12 |
| Local                     | Resultado | Visita               | Estadio                | Fecha      | Hora     |
| ------------------------- | --------- | -------------------- | ---------------------- | ---------- | -------- |
| Audax Italiano            | 1 - 2     | Santiago Morning     | La Florida             | 14 de mayo | 10:00    |
| Unión Española            | 1 - 0     | Deportes Iquique     | Santa Laura - Cancha 2 | 14 de mayo | 11:00    |
| Coquimbo Unido            | 2 - 2     | Santiago Wanderers   | Las Rosas              | 14 de mayo | 11:00    |
| Everton                   | 0 - 5     | Universidad Católica | Gomez Carreño          | 14 de mayo | 12:00    |
| Universidad de Chile      | 4 - 0     | Huachipato           | Santiago Bueras        | 14 de mayo | 15:00    |
| Universidad de Concepción | 1 - 2     | Palestino            | El Morro               | 14 de mayo | 15:00    |
| Deportes Recoleta         | 1 - 6     | Colo-Colo            | Leonel Sánchez         | 14 de mayo | 15:00    |

| Fecha 13             | Fecha 13  | Fecha 13                  | Fecha 13                  | Fecha 13   | Fecha 13 |
| Local                | Resultado | Visita                    | Estadio                   | Fecha      | Hora     |
| -------------------- | --------- | ------------------------- | ------------------------- | ---------- | -------- |
| Colo-Colo            | 5 - 1     | Coquimbo Unido            | Monumental                | 17 de mayo | 17:30    |
| Palestino            | 5 - 0     | Audax Italiano            | La Cisterna - Cancha 2    | 18 de mayo | 10:00    |
| Santiago Wanderers   | 2 - 3     | Universidad de Chile      | O'Higgins de Valparaíso   | 18 de mayo | 11:00    |
| Universidad Católica | 0 - 1     | Unión Española            | Raimundo Tupper           | 18 de mayo | 12:00    |
| Deportes Iquique     | 2 - 0     | Deportes Recoleta         | Cesare Rossi              | 18 de mayo | 12:00    |
| Santiago Morning     | 0 - 1     | Everton                   | Complejo Santiago Morning | 18 de mayo | 15:00    |
| Huachipato           | 1 - 1     | Universidad de Concepción | Huachipato                | 20 de mayo | 15:00    |

### Segunda rueda
| Fecha 14                  | Fecha 14  | Fecha 14             | Fecha 14               | Fecha 14   | Fecha 14 |
| Local                     | Resultado | Visita               | Estadio                | Fecha      | Hora     |
| ------------------------- | --------- | -------------------- | ---------------------- | ---------- | -------- |
| Coquimbo Unido            | 5 - 0     | Huachipato           | Las Rosas              | 24 de mayo | 11:00    |
| Colo-Colo                 | 9 - 1     | Palestino            | La Pintana             | 24 de mayo | 12:00    |
| Unión Española            | 2 - 2     | Santiago Wanderers   | Santa Laura - Cancha 2 | 24 de mayo | 15:00    |
| Universidad de Concepción | 1 - 1     | Santiago Morning     | Universitario UDEC     | 25 de mayo | 11:00    |
| Audax Italiano            | 1 - 2     | Deportes Iquique     | Ciudad de Campeones    | 25 de mayo | 11:00    |
| Universidad de Chile      | 3 - 1     | Universidad Católica | Santiago Bueras        | 25 de mayo | 12:00    |
| Everton                   | 6 - 0     | Deportes Recoleta    | Sausalito              | 25 de mayo | 12:00    |

| Fecha 15             | Fecha 15  | Fecha 15                  | Fecha 15                  | Fecha 15   | Fecha 15 |
| Local                | Resultado | Visita                    | Estadio                   | Fecha      | Hora     |
| -------------------- | --------- | ------------------------- | ------------------------- | ---------- | -------- |
| Palestino            | 3 - 0     | Unión Española            | La Cisterna - Cancha 2    | 7 de junio | 10:00    |
| Coquimbo Unido       | 5 - 1     | Audax Italiano            | Las Rosas                 | 7 de junio | 11:00    |
| Deportes Recoleta    | 2 - 1     | Universidad de Concepción | La Pintana - Cancha 2     | 7 de junio | 11:00    |
| Santiago Wanderers   | 0 - 5     | Colo-Colo                 | Atlético Municipal        | 7 de junio | 11:00    |
| Santiago Morning     | 0 - 0     | Deportes Iquique          | Complejo Santiago Morning | 7 de junio | 11:00    |
| Universidad Católica | 4 - 0     | Everton                   | Raimundo Tupper           | 7 de junio | 11:00    |
| Huachipato           | 1 - 2     | Universidad de Chile      | El Morro                  | 8 de junio | 10:00    |

| Fecha 16                  | Fecha 16  | Fecha 16             | Fecha 16               | Fecha 16    | Fecha 16 |
| Local                     | Resultado | Visita               | Estadio                | Fecha       | Hora     |
| ------------------------- | --------- | -------------------- | ---------------------- | ----------- | -------- |
| Palestino                 | 1 - 1     | Deportes Recoleta    | La Cisterna - Cancha 2 | 13 de junio | 11:00    |
| Universidad de Concepción | 0 - 2     | Coquimbo Unido       | El Morro               | 13 de junio | 11:00    |
| Everton                   | 0 - 2     | Santiago Morning     | Sausalito              | 13 de junio | 12:00    |
| Deportes Iquique          | 2 - 2     | Santiago Wanderers   | Cesare Rossi           | 13 de junio | 12:00    |
| Audax Italiano            | 0 - 6     | Universidad Católica | Ciudad de Campeones    | 14 de junio | 15:45    |
| Unión Española            | 0 - 0     | Huachipato           | Santa Laura - Cancha 2 | 15 de junio | 15:00    |
| Colo-Colo                 | 2 - 1     | Universidad de Chile | Monumental             | 15 de junio | 16:00    |

| Fecha 17             | Fecha 17  | Fecha 17                  | Fecha 17              | Fecha 17    | Fecha 17 |
| Local                | Resultado | Visita                    | Estadio               | Fecha       | Hora     |
| -------------------- | --------- | ------------------------- | --------------------- | ----------- | -------- |
| Deportes Recoleta    | 1 - 1     | Unión Española            | La Pintana - Cancha 2 | 18 de junio | 11:00    |
| Coquimbo Unido       | 0 - 2     | Colo-Colo                 | Francisco Sánchez     | 18 de junio | 12:00    |
| Universidad Católica | 0 - 0     | Deportes Iquique          | Raimundo Tupper       | 18 de junio | 12:30    |
| Everton              | 2 - 2     | Universidad de Concepción | Gomez Carreño         | 18 de junio | 13:30    |
| Huachipato           | 1 - 1     | Palestino                 | Huachipato            | 18 de junio | 14:30    |
| Universidad de Chile | 7 - 1     | Audax Italiano            | Santiago Bueras       | 18 de junio | 15:00    |
| Santiago Morning     | 2 - 1     | Santiago Wanderers        | Complejo S. Morning   | 25 de junio | 15:00    |

| Fecha 18                  | Fecha 18  | Fecha 18             | Fecha 18                | Fecha 18    | Fecha 18 |
| Local                     | Resultado | Visita               | Estadio                 | Fecha       | Hora     |
| ------------------------- | --------- | -------------------- | ----------------------- | ----------- | -------- |
| Universidad de Concepción | 0 - 1     | Huachipato           | Universitario UDEC      | 22 de junio | 10:30    |
| Santiago Wanderers        | 1 - 1     | Universidad Católica | O'Higgins de Valparaíso | 22 de junio | 11:00    |
| Audax Italiano            | 2 - 2     | Everton              | Ciudad de Campeones     | 22 de junio | 11:00    |
| Palestino                 | 1 - 1     | Coquimbo Unido       | La Cisterna - Cancha 2  | 22 de junio | 11:00    |
| Deportes Iquique          | 1 - 0     | Universidad de Chile | Tierra de Campeones     | 22 de junio | 12:00    |
| Colo-Colo                 | 4 - 0     | Deportes Recoleta    | Monumental              | 22 de junio | 12:00    |
| Unión Española            | 3 - 0     | Santiago Morning     | Santa Laura - Cancha 2  | 22 de junio | 15:00    |

| Fecha 19                  | Fecha 19  | Fecha 19           | Fecha 19               | Fecha 19     | Fecha 19 |
| Local                     | Resultado | Visita             | Estadio                | Fecha        | Hora     |
| ------------------------- | --------- | ------------------ | ---------------------- | ------------ | -------- |
| Coquimbo Unido            | 2 - 1     | Deportes Iquique   | Las Rosas              | 8 de agosto  | 10:00    |
| Everton                   | 0 - 1     | Unión Española     | Gomez Carreño          | 8 de agosto  | 12:00    |
| Universidad de Concepción | 0 - 3     | Colo-Colo          | El Morro               | 8 de agosto  | 15:00    |
| Huachipato                | 2 - 0     | Deportes Recoleta  | Huachipato - CAP       | 8 de agosto  | 15:00    |
| Universidad Católica      | 1 - 0     | Palestino          | Raimundo Tupper        | 9 de agosto  | 15:00    |
| Santiago Morning          | 2 - 0     | Audax Italiano     | Complejo Stgo. Morning | 9 de agosto  | 15:00    |
| Universidad de Chile      | 6 - 0     | Santiago Wanderers | Santiago Bueras        | 10 de agosto | 11:00    |

| Fecha 20             | Fecha 20  | Fecha 20                  | Fecha 20                | Fecha 20     | Fecha 20 |
| Local                | Resultado | Visita                    | Estadio                 | Fecha        | Hora     |
| -------------------- | --------- | ------------------------- | ----------------------- | ------------ | -------- |
| Palestino            | 2 - 0     | Universidad de Concepción | La Cisterna - Cancha 2  | 13 de agosto | 10:00    |
| Unión Española       | 2 - 1     | Coquimbo Unido            | Santa Laura - Cancha 2  | 13 de agosto | 11:00    |
| Colo-Colo            | 8 - 0     | Huachipato                | La Pintana              | 13 de agosto | 11:00    |
| Deportes Iquique     | 2 - 0     | Everton                   | Cesare Rossi            | 13 de agosto | 12:00    |
| Deportes Recoleta    | 0 - 3     | Universidad de Chile      | La Pintana - Cancha 2   | 13 de agosto | 16:00    |
| Santiago Wanderers   | 2 - 0     | Audax Italiano            | O'Higgins de Valparaíso | 13 de agosto | 18:30    |
| Universidad Católica | vs        | Santiago Morning          | Claro Arena             | 20 de agosto | 21:00    |

| Fecha 21                  | Fecha 21  | Fecha 21             | Fecha 21               | Fecha 21     | Fecha 21 |
| Local                     | Resultado | Visita               | Estadio                | Fecha        | Hora     |
| ------------------------- | --------- | -------------------- | ---------------------- | ------------ | -------- |
| Universidad de Chile      | 3 - 1     | Unión Española       | Santiago Bueras        | 16 de agosto | 11:00    |
| Huachipato                | 1 - 0     | Deportes Iquique     | El Morro               | 17 de agosto | 11:00    |
| Universidad de Concepción | 1 - 7     | Universidad Católica | Universitario UDEC     | 17 de agosto | 11:00    |
| Coquimbo Unido            | 5 - 0     | Deportes Recoleta    | Comp. Las Rosas        | 17 de agosto | 11:00    |
| Everton                   | 0 - 3     | Santiago Wanderers   | Sausalito              | 17 de agosto | 12:00    |
| Santiago Morning          | 2 - 1     | Palestino            | Complejo Stgo. Morning | 17 de agosto | 15:00    |
| Audax Italiano            | 1 - 9     | Colo-Colo            | La Florida             | 17 de agosto | 16:30    |

| Fecha 22             | Fecha 22  | Fecha 22                  | Fecha 22                | Fecha 22     | Fecha 22    |
| Local                | Resultado | Visita                    | Estadio                 | Fecha        | Hora        |
| -------------------- | --------- | ------------------------- | ----------------------- | ------------ | ----------- |
| Deportes Iquique     | vs        | Universidad de Concepción | Cesare Rossi            | 23 de agosto | 10:30       |
| Unión Española       | vs        | Audax Italiano            | Santa Laura - Cancha 2  | 23 de agosto | 13:30       |
| Universidad de Chile | vs        | Coquimbo Unido            | Santiago Bueras         | 24 de agosto | 11:00       |
| Palestino            | vs        | Everton                   | La Cisterna - Cancha 2  | 24 de agosto | 11:00       |
| Santiago Wanderers   | vs        | Huachipato                | O'Higgins de Valparaíso | 24 de agosto | 11:00       |
| Deportes Recoleta    | vs        | Santiago Morning          | La Pintana - Cancha 2   | 24 de agosto | 15:30       |
| Universidad Católica | vs        | Colo-Colo                 | Por definir             | Por definir  | Por definir |

| Fecha 23                  | Fecha 23  | Fecha 23             | Fecha 23 | Fecha 23     | Fecha 23 |
| Local                     | Resultado | Visita               | Estadio  | Fecha        | Hora     |
| ------------------------- | --------- | -------------------- | -------- | ------------ | -------- |
| Colo-Colo                 | vs        | Deportes Iquique     |          | 27 de agosto |          |
| Deportes Recoleta         | vs        | Santiago Wanderers   |          | 27 de agosto |          |
| Everton                   | vs        | Universidad de Chile |          | 27 de agosto |          |
| Coquimbo Unido            | vs        | Universidad Católica |          | 27 de agosto |          |
| Audax Italiano            | vs        | Palestino            |          | 27 de agosto |          |
| Universidad de Concepción | vs        | Unión Española       |          | 27 de agosto |          |
| Santiago Morning          | vs        | Huachipato           |          | 27 de agosto |          |

| Fecha 24             | Fecha 24  | Fecha 24                  | Fecha 24 | Fecha 24     | Fecha 24 |
| Local                | Resultado | Visita                    | Estadio  | Fecha        | Hora     |
| -------------------- | --------- | ------------------------- | -------- | ------------ | -------- |
| Santiago Wanderers   | vs        | Coquimbo Unido            |          | 31 de agosto |          |
| Huachipato           | vs        | Everton                   |          | 31 de agosto |          |
| Unión Española       | vs        | Colo-Colo                 |          | 31 de agosto |          |
| Deportes Iquique     | vs        | Palestino                 |          | 31 de agosto |          |
| Universidad de Chile | vs        | Santiago Morning          |          | 31 de agosto |          |
| Universidad Católica | vs        | Deportes Recoleta         |          | 31 de agosto |          |
| Audax Italiano       | vs        | Universidad de Concepción |          | 31 de agosto |          |

| Fecha 25 | Fecha 25  | Fecha 25 | Fecha 25 | Fecha 25        | Fecha 25 |
| Local    | Resultado | Visita   | Estadio  | Fecha           | Hora     |
| -------- | --------- | -------- | -------- | --------------- | -------- |
|          |           |          |          | 7 de septiembre |          |
|          |           |          |          |                 |          |
|          |           |          |          |                 |          |
|          |           |          |          |                 |          |
|          |           |          |          |                 |          |
|          |           |          |          |                 |          |
|          |           |          |          |                 |          |

| Fecha 26 | Fecha 26  | Fecha 26 | Fecha 26 | Fecha 26         | Fecha 26 |
| Local    | Resultado | Visita   | Estadio  | Fecha            | Hora     |
| -------- | --------- | -------- | -------- | ---------------- | -------- |
|          |           |          |          | 14 de septiembre |          |
|          |           |          |          |                  |          |
|          |           |          |          |                  |          |
|          |           |          |          |                  |          |
|          |           |          |          |                  |          |
|          |           |          |          |                  |          |
|          |           |          |          |                  |          |

## Copa Libertadores
| Equipo       | Clasificado | Vía        |
| ------------ | ----------- | ---------- |
| Bandera de ? | Chile 1     | Campeón    |
| Bandera de ? | Chile 2     | Subcampeón |